# Anonimo IV
Anonimo IV (fl. XIII secolo) è stato un musicologo inglese, autore di un importante trattato di teoria musicale medioevale. Le informazioni biografiche sul suo conto sono completamente assenti. Egli fu, probabilmente, uno studente inglese che lavorava presso Notre Dame a Parigi, a partire dal 1270. Due copie parziali della sua opera sono conservate nella chiesa di Bury St Edmunds; una risalente al XIII secolo e l'altra al XIV.

## Biografia
Assieme ai lavori di Giovanni di Garlandia e Francone da Colonia, il trattato di Anonimo IV, è la principale fonte per capire la polifonia della Scuola di Notre Dame. È importante principalmente per aver scritto riguardo a Léonin e Pérotin, assegnando quindi un nome ai maggiori esponenti della Scuola di Notre-Dame che sarebbero stati altrimenti anonimi; Léonin e Pérotin sono tra i compositori più antichi di cui sia conosciuto il nome. Nonostante essi siano morti solo cinquant'anni prima che Anonimo IV scrivesse il suo trattato, egli li descrive come eminenti teorici e parte della tradizione della musica.
Anonimo IV considera Léonin e Pérotin i migliori compositori di, rispettivamente, organum e discanto. Attribuisce inoltre specifiche composizioni a Pérotin, come gli organa Viderunt omnes  e Sederunt principes. Menziona il lavoro di Francone da Colonia, e fornisce numerose descrizioni di organum, discanto, modi ritmici e notazioni.